# Notte (astronomia)
Notte (ufficialmente denominato Nix o anche Pluto II) è un satellite naturale di Plutone, scoperto il 15 giugno 2005 grazie all'analisi di fotografie scattate dal telescopio spaziale Hubble nel maggio dello stesso anno. Il suo nome deriva da quello di Notte, o Nyx, personaggio femminile della mitologia greca. Il satellite era precedentemente noto attraverso la designazione provvisoria S/2005 P 2.
Il satellite orbita attorno al baricentro del sistema plutoniano sullo stesso piano orbitale di Caronte e di Idra, ad una distanza di circa 48600 km. Il suo periodo orbitale è prossimo ad una risonanza orbitale di 1:4 con quello di Caronte.

## Storia

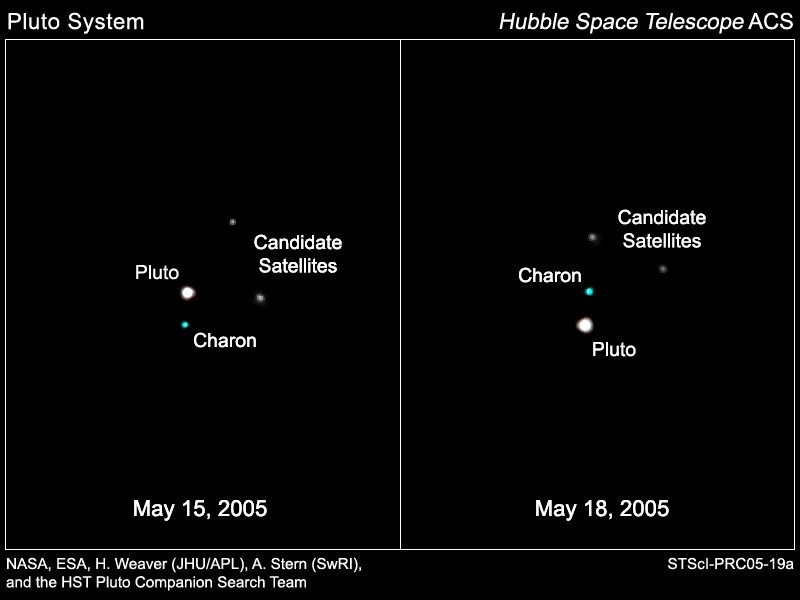
Le immagini della scoperta di Notte e Idra, nel maggio del 2005.

L'individuazione di Notte, assieme a quella di Idra, risale al giugno 2005, grazie ad un'analisi delle immagini catturate dal telescopio spaziale Hubble condotta dal Pluto Companion Search Team. Le fotografie che permisero la scoperta erano state scattate il 15 e il 18 maggio 2005; Max Mutchler individuò per primo i satelliti il 15 giugno; la scoperta, confermata in modo indipendente da Andrew Steffl il 15 agosto, dopo le successive verifiche di precedenti immagini (precovery) risalenti al 2002, fu annunciata ufficialmente dalla IAU il 31 ottobre 2005.
I due satelliti ricevettero la designazione provvisoria S/2005 P 1 (Idra) e S/2005 P 2 (Nix), prima di assumere la denominazione ufficiale. Nella versione inglese del nome, la proposta iniziale prevedeva di utilizzare la grafia Nyx, ma per evitare confusione con l'asteroide 3908 Nyx, il nome venne cambiato nell'attuale Nix.

## Orbita

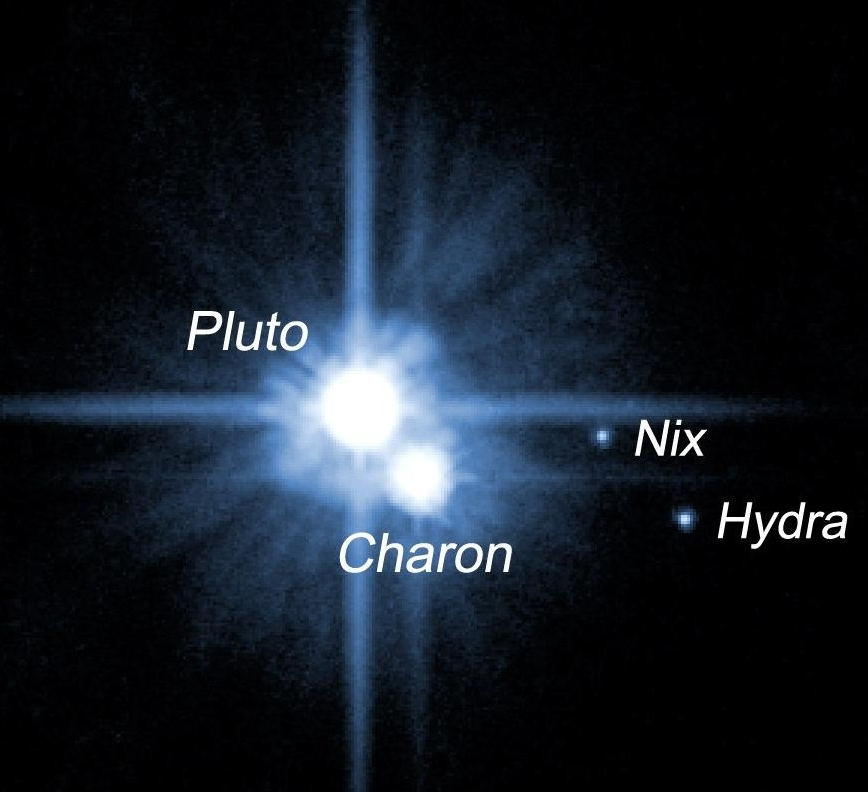
Immagine ufficiale di Notte e Idra dopo l'approvazione della IAU.

Il satellite segue un'orbita circolare attorno al baricentro del sistema plutoniano sullo stesso piano orbitale di Caronte e di Idra, ad una distanza di circa 48600 km. Il suo periodo orbitale di 24,9 giorni è come valore prossimo ad una risonanza orbitale di 1:4 con quello di Caronte, tuttavia la discrepanza nei tempi del 2,7% indica che non si tratta di una vera risonanza. Un'ipotesi per spiegare tale quasi-risonanza è che si sia originata prima della migrazione di Caronte verso l'esterno in seguito alla formazione dei tre satelliti, e che sia mantenuta in atto dalla periodica fluttuazione locale del campo gravitazionale del sistema Plutone-Caronte.

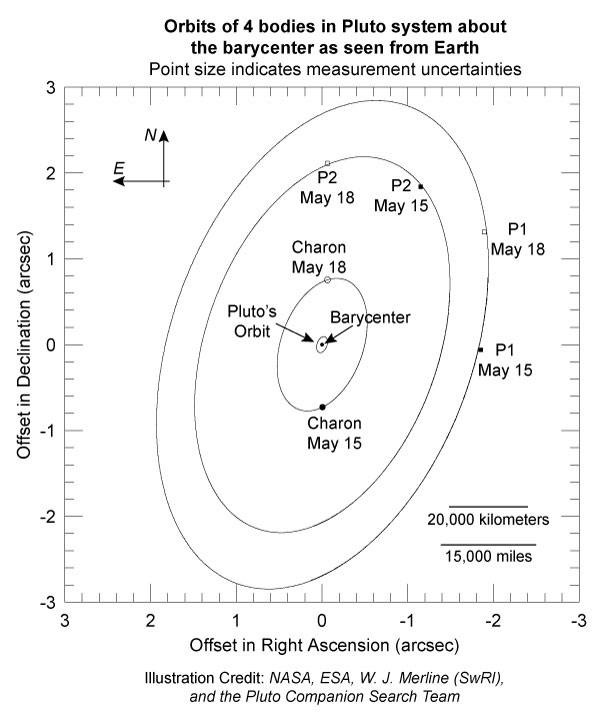
Le orbite dei satelliti di Plutone.

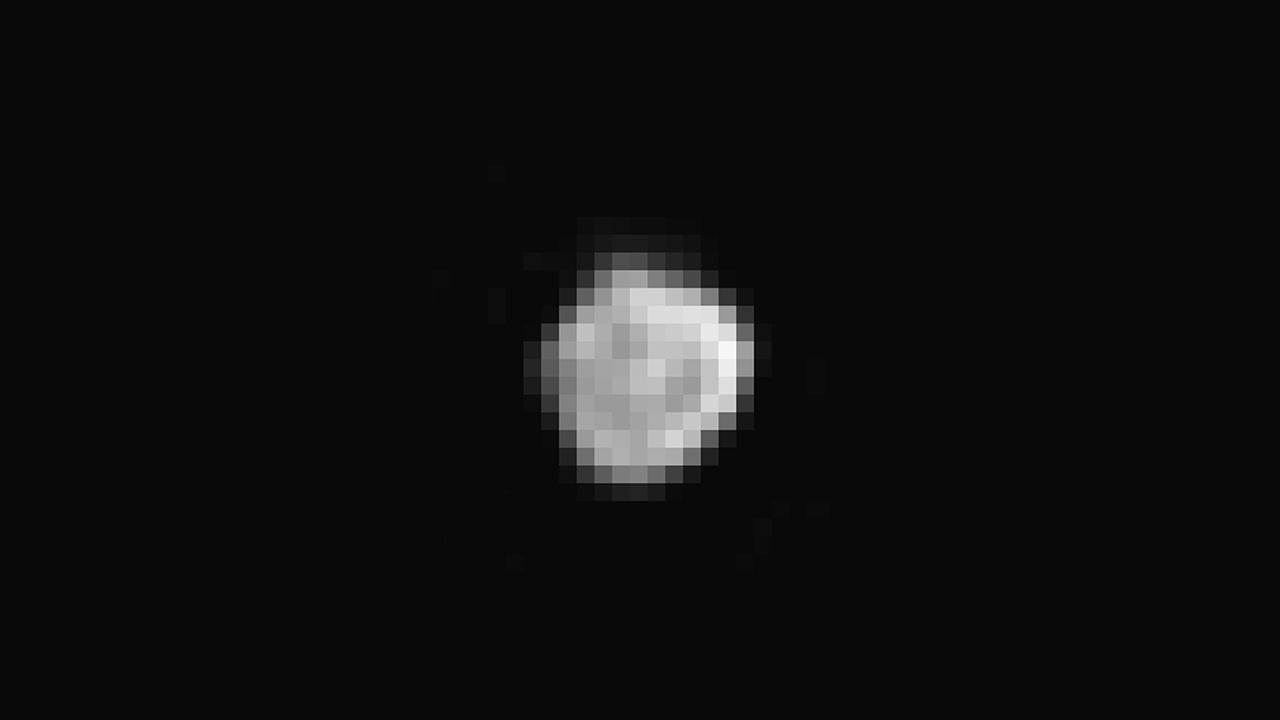
Notte fotografato dalla sonda New Horizons ad una distanza di circa 600 000 chilometri.

Il 4 giugno 2015 viene diffusa dalla NASA la scoperta che i satelliti Notte e Idra mostrano una rotazione caotica anziché sincrona, nel senso che non mantengono sempre lo stesso lato rivolto verso Plutone-Caronte - e che è molto difficile prevedere il loro movimento di rotazione.

## Caratteristiche fisiche
Sebbene non siano disponibili misure dirette, si ritiene che le dimensioni di Notte possano variare da un minimo di 44 km (se la sua albedo è pari a quella di Caronte, ovvero circa 0,35) ad un massimo di 130 km (se l'albedo rasenta i valori bassi caratteristici degli oggetti scuri della fascia di Kuiper, nell'ordine di 0,04).
Le immagini scattate nel maggio 2005 mostrano una luminosità inferiore di circa il 25% rispetto a quella di Idra; di conseguenza, assumendo arbitrariamente che i due oggetti abbiano la medesima albedo, si ritiene che Notte sia il corpo più piccolo del sistema di Plutone. Nelle immagini della scoperta, Notte appare di luminostà 6 300 volte più debole di quella di Plutone.
Le prime ricerche sembravano indicare che Notte avesse una colorazione superficiale rossastra come quella di Plutone e diversamente da quella degli altri satelliti, che sono grigi. Analisi successive invece indicano che la colorazione è grigia al pari degli altri satelliti facendo quindi decadere le ipotesi di un'origine differente.

## Il sistema plutoniano visto da Notte
Notte, non essendo in rotazione sincrona con il baricentro plutoniano, non rivolge sempre la stessa faccia al pianeta doppio. Una volta posizionatosi sulla superficie di Notte esso si vedrebbe dunque sorgere e tramontare.

## Esplorazione di Notte
Il 14 luglio 2015 la sonda New Horizons ha raggiunto il sistema di Plutone.